# Landtagswahl im Burgenland 1977
Die Landtagswahl im Burgenland 1977 wurde am 2. Oktober 1977 durchgeführt und war die 13. Landtagswahl im österreichischen Bundesland Burgenland. Bei der Wahl, bei der erstmals 36 Mandate (zuvor 32 Mandate) vergeben wurden, konnte die Sozialistische Partei Österreichs (SPÖ) nach 1968 wieder die absolute Mandatsmehrheit erringen und erzielte mit einem Plus von 1,4 % einen Stimmenanteil von 52,0 %. Dies bedeutete den Anspruch auf 20 der 36 Mandate. Die Österreichische Volkspartei (ÖVP) verlor mit einem Minus von 0,8 % erneut Stimmenanteile und erreichte mit 45,1 % 16 Mandate. Die Freiheitliche Partei Österreichs (FPÖ) flog nach 1968 zum zweiten Mal aus dem Landtag und kam auf 2,3 % der Stimmen, die Kommunistische Partei Österreichs (KPÖ) scheiterte mit 0,4 % ebenso am Einzug in den Landtag wie die später als nationalsozialistisch eingestufte Nationaldemokratische Partei (NDP), die 0,3 % erreichte.
Der Landtag der XIII. Gesetzgebungsperiode konstituierte sich in der Folge am 27. Oktober 1977 und wählte an diesem Tag die Landesregierung Kery IV.

## Ergebnisse
- SPÖ: 20
- ÖVP: 16

|                                         | Ergebnisse 1977  | Ergebnisse 1977  | Ergebnisse 1977  | Ergebnisse 1972  | Ergebnisse 1972  | Ergebnisse 1972  | Differenzen | Differenzen | Differenzen |
| --------------------------------------- | ---------------- | ---------------- | ---------------- | ---------------- | ---------------- | ---------------- | ----------- | ----------- | ----------- |
| Wahlberechtigte                         | 187.382          | 187.382          | 187.382          | 181.881          | 181.881          | 181.881          | + 5.501     | + 5.501     | + 5.501     |
| Wahlbeteiligung                         | 93,20 %          | 93,20 %          | 93,20 %          | 93,07 %          | 93,07 %          | 93,07 %          | + 0,13 %    | + 0,13 %    | + 0,13 %    |
|                                         | Stimmen          | %                | Mand.            | Stimmen          | %                | Mand.            | Stimmen     | %           | Mand.       |
| Abgegebene Stimmen                      | 174.635          |                  |                  | 169.272          |                  |                  | + 5.363     |             |             |
| Ungültig                                | 1.866            | 1,07 %           |                  | 1.603            | 0,95 %           |                  | + 263       | + 0,12 %    |             |
| Gültig                                  | 172.769          | 98,93 %          |                  | 167.669          | 99,05 %          |                  | + 5.100     | - 0,12 %    |             |
| Partei                                  |                  |                  |                  |                  |                  |                  |             |             |             |
| Sozialistische Partei Österreichs (SPÖ) | 89.747           | 51,95 %          | 20               | 84.713           | 50,52 %          | 16               | + 5.034     | + 1,43 %    | + 4         |
| Österreichische Volkspartei (ÖVP)       | 77.981           | 45,14 %          | 16               | 77.023           | 45,94 %          | 15               | + 958       | - 0,80 %    | + 1         |
| Freiheitliche Partei Österreichs (FPÖ)  | 3.923            | 2,27 %           | 0                | 5.109            | 3,05 %           | 1                | - 1.186     | - 0,78 %    | - 1         |
| Kommunistische Partei Österreichs (KPÖ) | 625              | 0,36 %           | 0                | 602              | 0,36 %           | 0                | + 23        | ± 0,00 %    | ± 0         |
| Nationaldemokratische Partei (NDP)      | 493              | 0,29 %           | 0                | nicht kandidiert | nicht kandidiert | nicht kandidiert | + 493       | + 0,29 %    | ± 0         |
| Liberale Partei Österreichs (LPÖ)       | nicht kandidiert | nicht kandidiert | nicht kandidiert | 222              | 0,13 %           | 0                | - 222       | - 0,13 %    | ± 0         |
| Gesamt                                  | 172.769          | 100,00 %         | 36               | 167.669          | 100,00 %         | 32               | + 5.100     |             | + 4         |